# Poète mort porté par un centaure
Le Poète mort porté par un centaure est une aquarelle de Gustave Moreau réalisée vers 1890, peu après la mort d'Alexandrine Dureux. Elle représente une réflexion sur la dualité de l'homme et le sort réservé aux artistes.

## Historique
Cette aquarelle est généralement datée aux alentours de 1890. Elle est réalisée peu après la mort d'Alexandrine Dureux. André Breton, fasciné par Gustave Moreau, possédait une copie de cette œuvre sous le nom de Centaure et nymphe.

## Description
Un poète mort reconnaissable à sa lyre est porté par un centaure face à un soleil couchant.

## Interprétation
Ici Moreau représente un de ces sujets favoris, le poète. Mais ce poète est anonyme, ce n'est plus l'Orphée de 1865 ni même Sapho. Il s'agit en fait d'une réflexion sur la dualité de la nature humaine, le poète symbolisant la part spirituelle et le centaure la part matérielle. C'est aussi une réflexion pessimiste sur le sort réservé aux artistes ; ainsi, comme le dit Ary Renan : « Combien ont péri sans funérailles au fond des ravins solitaires. Certes, il arrive qu'un centaure charitable recueille la victime et songe, en son simple cœur, que l'homme est insensé ; mais l'oubli, comme une eau dormante, ensevelit la plupart ».
La nature est ici empathique puisque le soleil se couche en même temps que le poète meurt.